# Вісник Книжкової палати
«Вісник Книжкової палати» — науково-практичний журнал в галузі соціальних комунікацій. Заснований Державною науковою установою «Книжкова палата України імені Івана Федорова» та Харківською державною академією культури у 1996 році. Виходить щомісячно.

## Видавець і редакція
Видавцем та розповсюджувачем журналу є Державна наукова установа «Книжкова палата України імені Івана Федорова». Головний редактор — Сенченко Микола Іванович. До редакційної колегії входять провідні фахівці з України: Асєєв Георгій, Васильєв Всеволод, Карташов Роберт, Михайленко Віктор, Тоценко Віталій, Ільганаєва Валентина, Калакура Ярослав, Кулешов Сергій, Слободяник Михайло, Солдатенко Валерій, Шейко Василь, Кушнаренко Наталія, Олексюк Ольга, Поплавський Михайло, Філіпова Людмила, Чачко Ада. Також редакторами є фахівці з Росії, Білорусі та Сполучених Штатів Америки. Мовами публікацій є українська, російська та англійська.

## Вміст журналу
Концепція журналу базується на багатоплановому висвітленні питань книгознавства, бібліотекознавства й бібліографознавства. Серед питань що висвітлюються: матеріали з видавничої діяльності, книжкової та бібліотечної справи, нормативно-правового забезпечення книговидання і книгорозповсюдження, аналітично-статистичні огляди випуску видань в Україні. А також проблемні статті про розвиток ЗМІ, рецензії й огляди нових видань, історичні розвідки.
Протягом 2010—2015 років у «Віснику Книжкової палати» опубліковано майже 960 статей, оглядів та рецензій з питань видавничої справи, бібліографії, бібліотечної справи, інформаційних ресурсів, історії, соціальних комунікацій. У кожному номері публікуються від 10 до 15 наукових статей українських та закордонних авторів. На сторінках видання висвітлюються новітні наукові дослідження, авторами виступають провідні вчені та спеціалісти видавничої, бібліотечної, інформаційної галузі.
Вісник має такі рубрики: «Сторінка головного редактора»; «Книгознавство. Видавнича справа», «Рецензії»;«Бібліотекознавство та бібліографознавство»; «Бібліотечна справа»; «Документознавство та інформаційна діяльність»; «Архівознавство та архівна справа»; «Журналістика та ЗМІ»;«Соціокомунікаційні технології»; «Історичні розвідки»; «З архіву Книжкової палати України»; «Видатні діячі та визначні події»; «Конференції. Конкурси. Виставки»; «За рубежем»; «Вийшли з друку».

## Вісник і наука
«Вісник Книжкової палати» Президією Вищої атестаційної комісії України (постанова президії ВАК України від 22.12.2010 No 1-05/8) віднесено до наукових фахових видань України в галузі технічних, історичних наук, соціальних комунікацій (книгознавство, бібліотекознавство, бібліографознавство.
Наказом Міністерства освіти і науки України від 16.05.2016 № 515 журнал «Вісник Книжкової палати» включено до Переліку наукових фахових видань України в галузі соціальних комунікацій.